# Csepreghy Béla
Csepreghy Béla Jenő Mária (Budapest, 1907. december 8. – USA, 1952.) magyar rendezőasszisztens, felvételvezető, producer, rendező.

## Életpályája
1928-ban a Pázmány Péter Tudományegyetem jogi karán doktorátust szerzett. Ezután a Vallás- és Közoktatásügyi Minisztérium művészeti osztályán lett tisztviselő. 1937-ben a Magyar Filmiroda vágóasszisztense lett. Rövid idő alatt segédrendező, majd produkciós asszisztens lett. 1938-tól rendezett filmeket. 1939-ben testvérével, Csepreghy Jenővel létrehozta a Csepreghy Filmforgalmi és Kereskedelmi Rt.-t, s mint kölcsönző illetve gyártásvezető működött. 1945 után az USA-ban telepedett le.

## Családja
Szülei: Csepreghy Béla asztalosmester (1878–1947) és Domayer Emília Katalin Jolán (1884–1971) voltak. Testvére, Csepreghy Jenő (1912–1978) filmrendező volt.

## Filmjei

### Rendezőasszisztensként
- Viki (1937)
- Maga lesz a férjem (1937)
- A harapós férj (1937)
- Fekete gyémántok (1938, Somló Endrével)
- Cifra nyomorúság (1938)
- Nehéz apának lenni (1938)
- Borcsa Amerikában (1938)
- Érik a búzakalász (1938)
- Varjú a toronyórán (1938)

### Felvételvezetőként
- Papucshős (1938)

### Filmrendezőként
- A pusztai királykisasszony (1938)

### Forgatókönyvíróként
- Pénz beszél (1940) (gyártásvezető is)

### Gyártásvezetőként
- Külvárosi őrszoba (1942) (filmproducer is Nagy Máriával)

### Filmproducerként
- Tokaji aszú (1940)
- A régi nyár (1942)